# Фрайгер

Корона фрайгера, що використовується у геральдиці.

Фр́айгер (нім. Freiherr, МФА: [ˈfʁaɪˌhɛɐ̯], чеськ. Svobodný pán, «вільний пан»; скорочено: Frhr.) — шляхетський титул і форма звертання у німецькомовних країнах XVI—XX ст.: Австрії, Пруссії, Баварії, Ліхтенштейні, Люксембурзі, Курляндії, Естляндії тощо. Традиційно позначає титул, вищий ніж лицар, нижчий ніж граф. Приблизно відповідає барону, проте відрізнявся від нього формою землеволодіння: барони були власниками ленів, отриманих від сюзерена для несення служби і повинностей, а фрайгери володіли алодами — землями вільними від такої служби. У офіційних документах, довідниках і літературі титул часто вживається перед прізвищем, наприклад: нім. Peter Frhr. von der Palen. Проте в усній мові, зазвичай, титул ставлять перед власним іменем, замість стандартного звертання «пан» (нім. Herr). Жіночий відповідник — фрайфра́у (нім. Freifrau, МФА: [ˈfʁaɪˌfʁaʊ], «вільна пані»; скорочено: Frfr); для неодружених — фраїн (нім. Freiin, МФА: [ˈfʁaɪ.ɪn], «вільна паннянка»). Також  — фрейгер (згідно зі старонімецькою вимовою). У більшості європейських мов перекладався як «барон»; у чеській — дослівний переклад: чеськ. Svobodný pán, svobodná paní.